# Bryum trabutii
Bryum trabutii là một loài rêu trong họ Bryaceae. Loài này được Thér. mô tả khoa học đầu tiên năm 1930.